# Val do Dubra
Val do Dubra és un municipi de la província de la Corunya a Galícia. Pertany a la Comarca de Santiago.
| 4.409 | 5.579 | 6.900 | 6.554 | 4.642 |
| Fonts: INE i IGE (Els criteris de registre censal variaren i les dades de l'INE i de l'IGE poden no coincidir.) |       |       |       |       |

## Parròquies
- Arabexo (Santa María)
- Bembibre (San Salvador)
- Buxán (Santiago)
- Coucieiro (San Martiño)
- Erviñou (San Cristovo)
- Niveiro (San Vicente)
- Paramos (Santa María)
- Portomeiro (San Cosme)
- Portomouro (San Cristovo)
- Rial (San Vicente)
- San Román (Santa Mariña)
- Vilariño (San Pedro)